# Ekaterina Pankova

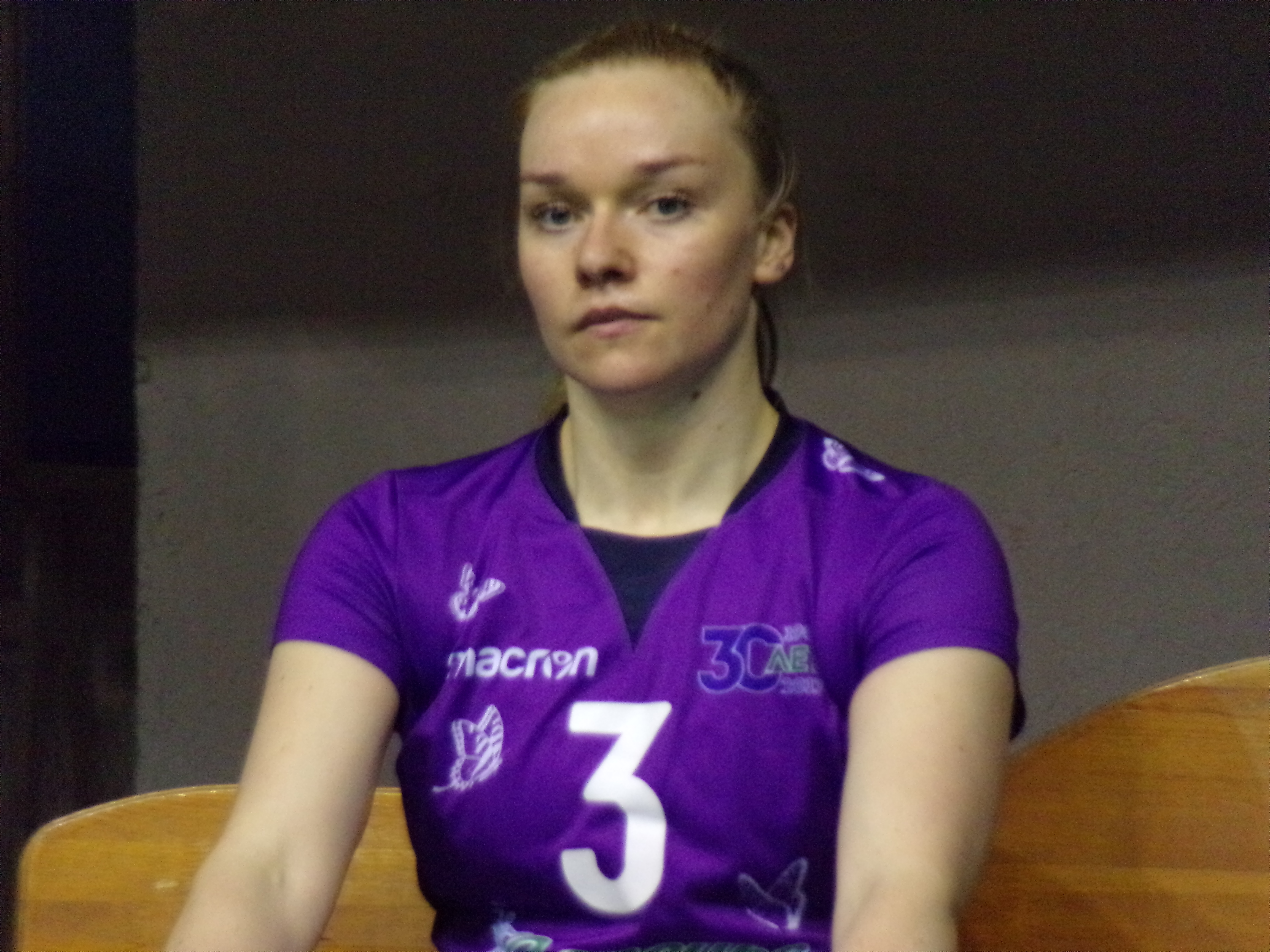

Ekaterina Vadimovna Pankova (Sverdlovsk, 2 de Fevereiro de 1990) é uma jogadora de voleibol russa que atua na posição de levantadora e é capitã da seleção nacional de seu país. Atualmente defende as cores do Zaretche Odintsovo, equipe comandada por seu pai. 
Pankova é filha da jogadora de vôlei campeã dos Jogos Olímpicos de 1988, Marina Nikulina com o atual treinador da seleção russa, Vadim Pankov, e irmã do também levantador da seleção russa de juniores, Pavel Pankov.

## Biografia
A carreira Ekaterina Pankova começa em sua juventude na cidade de Ecaterimburgo , onde sua família se encontra no momento de seu nascimento. Com a idade de seis anos, sua família mudou-se para Moscou , onde começou a jogar no SDJUŠOR No. 21.Em 2007, ele participa do campeonato mundial juvenil, terminando em terceiro lugar.
Na temporada 2007-08 começou sua carreira profissional no Zaretche Odintsovo , onde ocupou a posição de reserva imediatamente venceu o Campeonato Russo e a Copa da Rússia . Em 2008, ele foi finalista no Campeonato Europeu Júnior . Na temporada 2009-10 , ganhou seu segundo campeonato, apesar de continuar a desempenhar o papel de reserva; foi convocada pela primeira vez na seleção principal em 2011. Torna-se titular da temporada 2011-12 ,onde se torna capitã da equipe.
Em 2013, ela volta a jogar para a equipe nacional onde conquistou a medalha de ouro no Campeonato Europeu,em que foi eleita a melhor levantadora, e na Universíada de Verão de 2013  realizada na cidade russa de Cazã. No ano de 2015 novamente sagrou-se bicampeã europeia ao bater na grande final a seleção da Holanda por 3 sets a 1. 

## Títulos

### Clubes
- Campeonato Russo: 4

2007-08, 2009-10, 2015-16, 2016-17
- Copa da Russia: 1

2007
- Challenge Cup: 1

2013-14

### Seleção
- Universíada de 2013
- Campeonato Europeu 2013
- Campeonato Europeu 2015

### Individuais
- Melhor Levantadora do Campeonato Europeu 2013
- Melhor Levantadora Montreux Volley Masters 2014